# Fierzikowo
Fierzikowo – osiedle typu miejskiego w Rosji, w obwodzie kałuskim. W 2010 roku liczyło 4696 mieszkańców.